# 박옥희
박옥희(1950년 ~ )는 대한민국의 언론인이자 사회운동가이다.
박옥희는 10세 때 아버지의 사망을 겪었고 생활력이 강한 어머니 밑에서 성장하였다. 이화여자대학교를 졸업한 후 신문사에 입사하면서 남성 중심의 사회를 처음으로 혹독하게 경험하였고 직장 내에서 여성에 대한 차별에 맞섰다. 서울신문에서 1972년부터 7년 동안 사진기자로 근무하였고 같은 신문사 소속의 기자와 결혼하였다. 세 자녀를 두었고 배우자가 미국 특파원으로 나가면서 미국 생활을 잠시 했다가 1990년대 중반에 귀국하였고 이후 여성 언론 운동에 투신하였다. 박옥희가 발행인으로 참여한 이프는 2001년 한국잡지협회의 '10대 우수 잡지'에 선정되기도 했다.
2011년에 박영숙의 제안으로 시민 단체 <살림정치 여성행동>이 출범하였는데, 박옥희는 2013년에 <살림정치 여성행동> 대표로서 범야권 연석회의에 참석하여 '국가기관의 대선 개입과 수사 방해 의혹을 밝히는 특검 요구'에 동참하였다.

## 학력
- 1969년 창덕여자고등학교 졸업
- 1973년 이화여자대학교 신문방송학과 졸업

## 경력
- 1972년 ∼ 1979년: 서울신문 사진기자
- 1989년 ∼ 1991년: 여성신문 편집위원
- 1997년: 출판사 <이프> 이사
- 1999년 ∼ 2004년: 이프 발행인
- 2004년 ~ : 시민단체 이프토피아 상임대표[12]
- 2004년 ~ : 영상물등급위원회 소위원회 위원[13]
- 2011년: 시민 단체 <이프토피아> 고문
- 2013년: 시민 단체 <살림정치 여성행동> 대표

## 상훈
- 2004년 제4회 이화언론인상[14]

## 같이 보기
- 엄을순